# Norge i olympiska sommarspelen 1968
Norge deltog med 46 deltagare vid de olympiska sommarspelen 1968 i Mexico City. Totalt vann de två medaljer och slutade på tjugofemte plats i medaljligan.

## Medaljer

### Guld
- Egil Søby, Steinar Amundsen, Tore Berger och Jan Johansen - Kanotsport, K4 1000 m

### Silver
- Peder Lunde Jr. och Per Olav Wiken - Segling, starbåt